# Эммонс, Мэттью
Мэ́ттью Ди Э́ммонс (англ. Matthew D. Emmons; 5 апреля 1981, Маунт-Холли, Нью-Джерси, США) — американский стрелок из винтовки, олимпийский чемпион 2004 года и многократный чемпион мира.
С 2020 года работает тренером по стрельбе сборной Чехии по биатлону.

## Биография

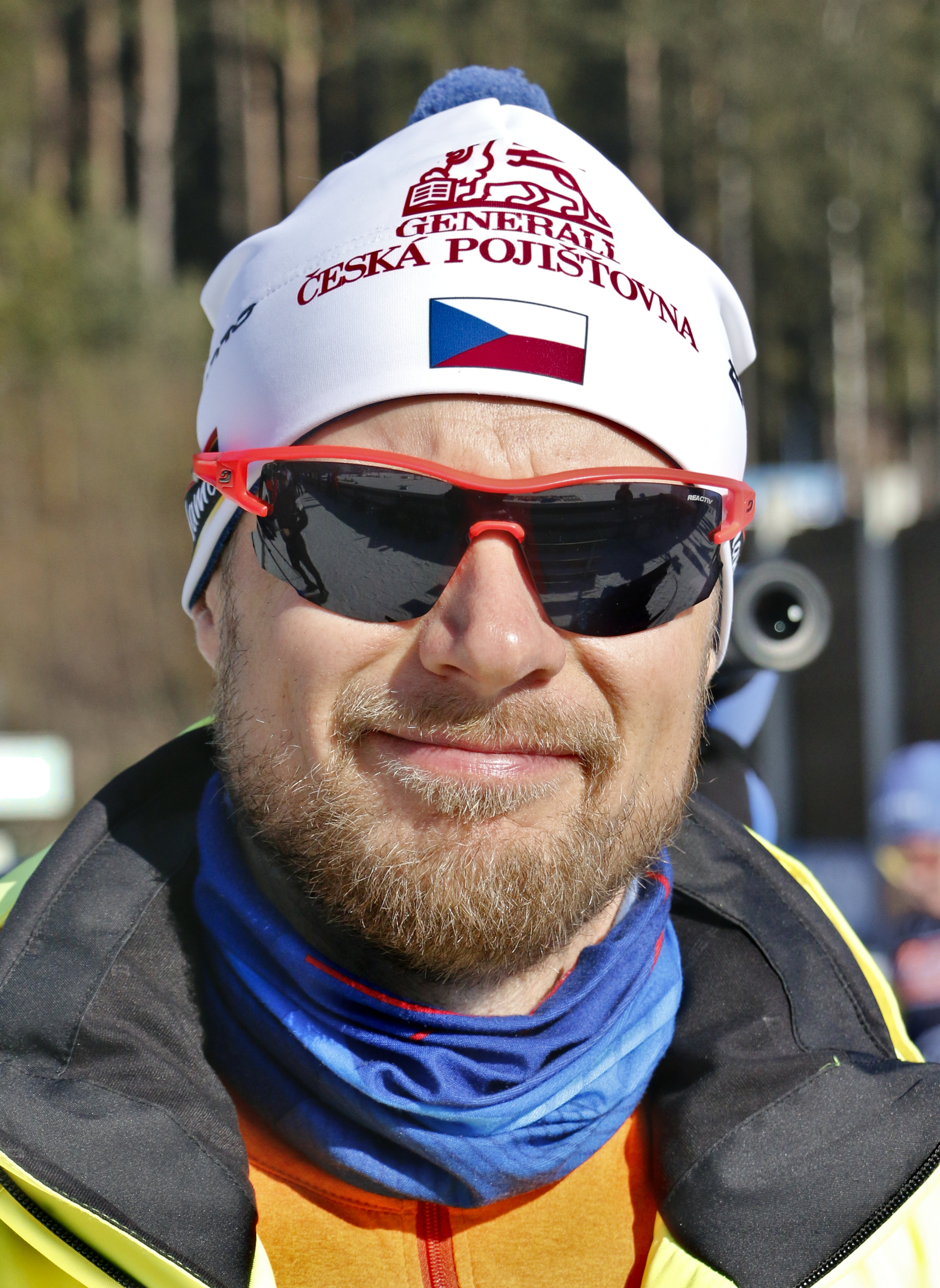
Эммонс в 2023 году

Мэтт Эммонс начал заниматься стрельбой в 1995 году, и в 1996 году впервые выступил на соревнованиях.
В 2004 году в Афинах стал олимпийским чемпионом по стрельбе из винтовки на 50 м из положения лёжа, на 1,1 очка опередив немца Кристиана Луша.
В 2008 году на Играх в Пекине Мэтт выиграл серебро в стрельбе из винтовки на 50 м из положения лёжа, проиграв 1 очко Артуру Айвазяну с Украины.
Если в стрельбе из положения лёжа на Олимпиадах у Эммонса всё происходило благополучно, то в стрельбе на 50 метров из 3 позиций (лёжа, с колена и стоя) Мэтт дважды подряд на Олимпийских играх испытывал крайнее разочарование. В 2004 году в Афинах уже выиграв золото в стрельбе лёжа, через 2 дня Эммонс уверенно лидировал в финале стрельбы из 3 положений (в финале спортсмены делали по 10 выстрелов из положения стоя). Перед последним выстрелом он опережал ближайшего соперника на 3 очка, что является очень существенным преимуществом. Для победы Эммонсу хватило бы выстрела на 8,0 очков, тогда как худший из его 9 финальных выстрелов до этого был 9,3. Последним выстрелом Эммонс вместо своей поразил соседнюю мишень австрийца Кристиана Планера и в результате получил за этот выстрел 0 очков, заняв последнее место в финале.
Через 4 года в Пекине история практически повторилась — в той же дисциплине Эммонс уверенно лидировал перед последним финальным выстрелом, опережая украинца Юрия Сухорукова на 3,3 очка. Но в последнем выстрела палец Эммонса дёрнулся на спусковом крючке и он выбил всего лишь 4,4 очка (до этого его худшим финальным выстрелом было 9,7). В итоге Эммонса обошли 3 стрелка, а он остался 4-м, уступив бронзовому призёру Раймонду Дебевецу 1,4 очка, а чемпиону китайцу Цю Цзяню 2,2 очка.
Нечто подобное случилось с Эммонсом и на третьей подряд Олимпиаде — в 2012 году в Лондоне. В финале всё той же дисциплины перед последним выстрелом американец достаточно уверенно шёл на втором месте, существенно отставая от лидера Никколо Камприани, но на 1,6 очка опережая шедшего третьим Ким Джон Хёна из Республики Корея. Худшим выстрелом Эммонса в финале был результат 9,2, однако последним выстрелом Мэтт выбил всего 7,6 (худший выстрел финала среди всех участников), что отбросило его на третье место. При этом Мэтт едва не утратил и бронзовой награды, француз Сирилл Графф в итоге отстал от американца всего на 0,3 очка.
В 2007 году женился на чешской спортсменке Катержине Курковой (чеш. Kateřina Kůrková), которая взяла его фамилию. В 2008 году на Играх в Пекине Катержина стала олимпийской чемпионкой по стрельбе из винтовки, и теперь это семья двух олимпийских чемпионов. У пары четверо детей, они живут в Чехии.
Кроме стрельбы Мэтт также увлекается бейсболом, гольфом, охотой и рыбалкой.

## Спортивные достижения
- чемпион Олимпийских игр 2004 года
- серебряный призёр Олимпийских игр 2008 года
- бронзовый призёр Олимпийских игр 2012 года
- многократный чемпион мира